# 4070 Rozov
4070 Rozov è un asteroide della fascia principale. Scoperto nel 1980, presenta un'orbita caratterizzata da un semiasse maggiore pari a 2,2511232 UA e da un'eccentricità di 0,1667002, inclinata di 3,78212° rispetto all'eclittica.